# Villers-sous-Saint-Leu
Villers-sous-Saint-Leu és un municipi francès, situat al departament de l'Oise i a la regió dels Alts de França. L'any 2007 tenia 2.122 habitants.

## Demografia

### Població
El 2007 la població de fet de Villers-sous-Saint-Leu era de 2.122 persones. Hi havia 795 famílies de les quals 162 eren unipersonals (29 homes vivint sols i 133 dones vivint soles), 239 parelles sense fills, 372 parelles amb fills i 22 famílies monoparentals amb fills.
La població ha evolucionat segons el següent gràfic:
Habitants censats

### Habitatges
El 2007 hi havia 835 habitatges, 810 eren l'habitatge principal de la família, 2 eren segones residències i 23 estaven desocupats. 748 eren cases i 85 eren apartaments. Dels 810 habitatges principals, 711 estaven ocupats pels seus propietaris, 91 estaven llogats i ocupats pels llogaters i 7 estaven cedits a títol gratuït; 8 tenien una cambra, 27 en tenien dues, 74 en tenien tres, 236 en tenien quatre i 466 en tenien cinc o més. 682 habitatges disposaven pel capbaix d'una plaça de pàrquing. A 328 habitatges hi havia un automòbil i a 442 n'hi havia dos o més.

### Piràmide de població
La piràmide de població per edats i sexe el 2009 era:
| Homes | Edats   | Dones |
| ----- | ------- | ----- |
| 0     | 95 o +  | 0     |
| 4     | 90 a 94 | 4     |
| 16    | 85 a 89 | 16    |
| 4     | 80 a 84 | 20    |
| 24    | 75 a 79 | 16    |
| 28    | 70 a 74 | 28    |
| 56    | 65 a 69 | 60    |
| 48    | 60 a 64 | 28    |
| 76    | 55 a 59 | 88    |
| 120   | 50 a 54 | 80    |
| 72    | 45 a 49 | 112   |
| 84    | 40 a 44 | 72    |
| 88    | 35 a 39 | 100   |
| 48    | 30 a 34 | 44    |
| 92    | 25 a 29 | 52    |
| 60    | 20 a 24 | 32    |
| 72    | 15 a 19 | 76    |
| 112   | 10 a 14 | 32    |
| 68    | 5 a 9   | 68    |
| 40    | 0 a 4   | 28    |

## Economia
El 2007 la població en edat de treballar era de 1.415 persones, 1.069 eren actives i 346 eren inactives. De les 1.069 persones actives 1.003 estaven ocupades (527 homes i 476 dones) i 66 estaven aturades (32 homes i 34 dones). De les 346 persones inactives 168 estaven jubilades, 91 estaven estudiant i 87 estaven classificades com a «altres inactius».

### Ingressos
El 2009 a Villers-sous-Saint-Leu hi havia 868 unitats fiscals que integraven 2.359 persones, la mediana anual d'ingressos fiscals per persona era de 23.135 €.

### Activitats econòmiques
Dels 65 establiments que hi havia el 2007, 3 eren d'empreses extractives, 2 d'empreses de fabricació de material elèctric, 2 d'empreses de fabricació d'altres productes industrials, 15 d'empreses de construcció, 14 d'empreses de comerç i reparació d'automòbils, 3 d'empreses de transport, 2 d'empreses d'hostatgeria i restauració, 2 d'empreses financeres, 2 d'empreses immobiliàries, 7 d'empreses de serveis, 5 d'entitats de l'administració pública i 8 d'empreses classificades com a «altres activitats de serveis».
Dels 28 establiments de servei als particulars que hi havia el 2009, 1 era una funerària, 5 tallers de reparació d'automòbils i de material agrícola, 2 paletes, 2 guixaires pintors, 3 fusteries, 3 lampisteries, 3 electricistes, 1 empresa de construcció, 2 perruqueries, 1 restaurant, 1 agència immobiliària, 1 tintoreria i 3 salons de bellesa.
L'únic establiment comercial que hi havia el 2009 era un supermercat.
L'any 2000 a Villers-sous-Saint-Leu hi havia 3 explotacions agrícoles.

## Equipaments sanitaris i escolars
L'únic equipament sanitari que hi havia el 2009 era una farmàcia.
El 2009 hi havia 1 escola maternal i 1 escola elemental.

## Poblacions més properes
El següent diagrama mostra les poblacions més properes.